# Nickisha Pryce
Pour les articles homonymes, voir Pryce.
Nickisha Pryce (née le 7 mars 2001) est une athlète jamaïcaine, spécialiste du 400 mètres.

## Biographie
En 2023, Nickisha Pryce remporte son premier titre national, sur 400 m, à Kingston en portant son record personnel à 50 s 21. Lors des championnats du monde à Budapest, elle est éliminée en demi-finale du 400 m mais remporte en fin de compétition la médaille d'argent du relais 4 × 400 m en compagnie de Candice McLeod, Janieve Russell et Stacey-Ann Williams.
En juin 2024, elle remporte les championnats NCAA en portant le record de Jamaïque, détenu depuis 2002 par Lorraine Fenton, à 48 s 89. Un mois plus tard, le 20 juillet, elle abaisse cette marque de près de 30/100e de seconde en réalisant 48 s 57 lors du London Grand Prix à Londres, devenant la septième meilleure performeuse de tous les temps sur 400 m.
Elle conserve son titre national aux championnats de Jamaïque et se qualifie pour les Jeux olympiques, où elle est éliminée au stade des demi-finales.

## Palmarès
| Date | Compétition           | Lieu     | Résultat | Épreuve   | Temps         |
| ---- | --------------------- | -------- | -------- | --------- | ------------- |
| 2023 | Championnats du monde | Budapest | 2e       | 4 x 400 m | 3 min 20 s 88 |

## Records
| Épreuve    | Temps        | Lieu    | Date            |
| ---------- | ------------ | ------- | --------------- |
| 400 mètres | 48 s 57 (NR) | Londres | 20 juillet 2024 |